# أبراج دبي - الدوحة
أبراج دبي - الدوحة عبارة عن ناطحة سحاب فائقة الارتفاع مع ارتفاع سطح مبنى 400 متر (1,300 قدم) (ارتفاع المخروط 437 متر (1,434 قدم) تحت الإنشاء في الدوحة، قطر. تبلغ التكلفة التقديرية لأبراج دبي - الدوحة 2.3 مليار ريال قطري (620 مليون دولار أمريكي). عند الانتهاء، سيكون الهيكل أطول مبنى في قطر.
يقع في منطقة الخليج الغربي في الدوحة بجوار كورنيش الدوحة ويجري تطوير البرج متعدد الاستخدامات ذو 84 طابقا من قبل سما دبي والمعروفة سابقا باسم دبي العالمية للعقارات الذراع الدولي للاستثمار العقاري والتطوير في دبي القابضة.
المشروع مشترك بين الحبتور والجابر في حين أن روبرت ماثيو جونسون مارشال هم المهندسين المعماريين والاستشاريين الهندسيين. استشاريون التكلفة هم هانسكومب كونسولتانتس. مستشار إدارة المشاريع هو سما إتش.
عند الانتهاء من برج الاستخدام المختلط سوف تشمل مساحة التجزئة 7000 متر مربع (75,000 قدم مربع) و13 طابقا يضم 225 غرفة من فئة الخمس نجوم و29 طابقا من المساحات المكتبية و31 طابقا تحتوي على 226 شقة فاخرة وثلاث بنتهاوس فخمة.
تأخر المشروع بشدة بسبب التحطم المالي في دبي. أبلغ المستثمرون في العقار أن المبنى سيتأخر 9 أشهر عن الموعد المحدد. بيد أنه في مايو 2010 لم يبنى سوى 29 من أصل 84 طابق مقترح. في معدلات البناء العادية يقترح ذلك تأخير لمدة 3 سنوات على الأقل حتى الانتهاء النهائي.